# Ricinus elongatus
Ricinus elongatus är en insektsart som först beskrevs av Ignaz von Olfers 1816.  Ricinus elongatus ingår i släktet pansarlöss, och familjen tättinglöss. Arten är reproducerande i Sverige.